# Deng Shudi
Deng Shudi (邓书弟S, Dèng ShūdìP; Guiyang, 10 settembre 1991) è un ginnasta cinese.

## Palmarès

### Olimpiadi
- 1 medaglia:
  - 1 bronzo (Rio de Janeiro 2016 a squadre).

### Mondiali
- 6 medaglie:
  - 2 ori (Nanning 2014 a squadre; Doha 2018 a squadre);
  - 1 argento (Stoccarda 2019 a squadre);
  - 3 bronzi (Glasgow 2015 a squadre, nel concorso individuale e nella parallele simmetriche).

### Giochi asiatici
- 2 medaglie:
  - 2 ori (Giacarta 2018 anelli e a squadre).